# کوه‌های دونگ فایا ین
کوه‌های دونگ فایا ین (انگلیسی: Dong Phaya Yen Mountains) تلفظ‌شده به صورت [dōŋ pʰā. ɲâ: jēn], به‌معنای "جنگل فرمانروای سرد") رشته‌کوهی در استان پتچابون، استان چایاپوم، استان لوپبوری، استان سارابوری و استان ناکون راتچاسیما، تایلند است.
از آنجا که دونگ فایا ین نسبت به رشته‌کوه‌های شمالی و جنوبی متراکم‌تر و کم‌ارتفاع‌تر است، نخستین جاده‌ها و راه‌آهن‌هایی که منطقه ایسان را به پایتخت بانکوک متصل کردند، از این کوه‌ها عبور کردند. پیش از احداث راه‌آهن در آغاز قرن بیستم، ارتباط میان این دو بخش تایلند دشوار بود. بررسی برای ساخت خط شمال‌شرقی راه‌آهن دولتی تایلند در سال ۱۸۸۷ آغاز شد.

## جغرافیا
رشته‌کوه دونگ فایا ین عمدتاً از مجموعه‌ای از تپه‌های پراکنده با ارتفاع متوسط تشکیل شده که از جنوب رشته‌کوه پتچابون به‌صورت قوسی شکل ادامه یافته و به سمت شمال رشته‌کوه سانکامپنگ می‌رسد. این رشته‌کوه حدود ۱۷۰ کیلومتر طول دارد و بیشینه ارتفاع آن در فو خینگ در شمالی‌ترین نقطه به ۱۱۶۷ متر می‌رسد. دیگر قله‌های مهم عبارتند از: کائو فنگ یای با ارتفاع ۹۰۰ متر، کائو خوئن لان با ارتفاع ۷۶۷ متر، کائو چام دوت با ارتفاع ۷۸۲ متر، کائو چالونگ تونگ با ارتفاع ۷۱۸ متر، کائو چان لوآنگ با ارتفاع ۷۴۵ متر، کائو لوم و کائو ساوونگ هر دو با ارتفاع ۷۲۲ متر، کائو وونگ چان دائنگ با ارتفاع ۷۲۱ متر، کائو پریک با ارتفاع ۶۸۹ متر، کائو سومفوت با ارتفاع ۶۹۵ متر، کائو کرادون با ارتفاع ۶۵۷ متر، کائو اینتایا با ارتفاع ۶۷۶ متر، کائو موت انگام با ارتفاع ۶۸۳ متر، کائو پلای خلونگ کوم با ارتفاع ۶۵۵ متر و کائو سادائو با ارتفاع ۵۷۵ متر.
مرز شمالی توده‌کوه پتچابون به‌وضوح مشخص نیست، اما به‌طور تقریبی از جنوب مدار ۱۶ درجه شمالی آغاز می‌شود، جایی که رشته‌کوه‌های تشکیل‌دهنده سامانه پتچابون به گروهی از کوه‌های پراکنده و کم‌ارتفاع‌تر تبدیل می‌شوند که به‌ندرت از ۸۰۰ متر فراتر می‌روند و به‌سمت جنوب امتداد می‌یابند. زنجیره شرقی رشته‌کوه پتچابون در برخی منابع جغرافیایی به‌عنوان «رشته‌کوه فنگ هوی» ذکر شده است. این نام به‌طور کلی به بخش شمالی سامانه کوهستانی دونگ فایا ین اشاره دارد، زیرا کائو فنگ هوی قله‌ای به ارتفاع ۱۰۰۸ متر در غرب چایاپوم است که فراتر از انتهای جنوبی رشته‌کوه پتچابون و در نیمه شمالی دونگ فایا ین واقع شده است.
رشته‌کوه دونگ فایا ین دره رود چائو پرایا در تایلند مرکزی را از فلات کورات در شمال‌شرق جدا می‌کند. این کوه‌ها از سمت شرق توسط شاخه‌هایی از رود چی و رود مون و از سمت غرب توسط شاخه‌هایی از رود پا ساک زهکشی می‌شوند.